# Eberhard II. (Zweibrücken)
Eberhard II. (* um 1340; † 1394) war der letzte Graf von Zweibrücken.

## Leben
Er wurde geboren als Sohn des Grafen Walram II. von Zweibrücken und dessen Gattin Johanna von Bar-Pierrefort.
Eberhard von Zweibrücken ehelichte Lyse (Elisabeth) von Veldenz, Tochter des Grafen Heinrich II. von Veldenz. Die Ehe blieb kinderlos.
Er trat 1366, nach dem Tod des Vaters, die Herrschaft über die bereits verschuldete Grafschaft Zweibrücken an. Unter seiner Regierung konsolidierte sich die Lage nicht. Nach und nach war er zum teilweisen Verkauf bzw. zur Verpfändung von Bergzabern, Hornbach und Zweibrücken an Ruprecht I. von der Pfalz gezwungen. Die Herrschaft und Burg Stauf veräußerte Graf Eberhard zwischen 1378 und 1388 stückweise an Heinrich II. von Sponheim-Bolanden-Dannenfels.
Als Eberhard 1394 ohne Nachkommen starb, wurde seine Grafschaft, die er seit 1385 nur noch als pfalzgräfliches Lehen innehatte, von der Pfalzgrafschaft bei Rhein eingezogen und dem Herzog Karl II. von Lothringen verpfändet. Die verbliebenen Allodien gingen an das Haus Zweibrücken-Bitsch, das diese Allodien ebenfalls von der Pfalzgrafschaft bei Rhein zu Lehen nehmen musste.